# Dracontolestes aphantus
Il dracontoleste (Dracontolestes aphantus) è un mammifero estinto, forse appartenente ai dermotteri. Visse nel Paleocene medio (circa 63 - 62 milioni di anni fa) e i suoi resti fossili sono stati ritrovati in Nordamerica.

## Descrizione
Questo animale è noto solo per frammenti di mandibole e denti, ed è quindi impossibile ricostruirne l'aspetto. I molari di Dracontolestes, tipicamente a corona bassa (bunodonti) come quelli di altri animali simili come Mixodectes, erano caratterizzati da un trigonide più alto del talonide. Il secondo molare inferiore era dotato di un ipoconulide spostato sul lato linguale, contro l'entoconide. Il terzo molare inferiore, invece, era dotato di un ipoconulide mediano molto sviluppato, più allungato di quello del secondo molare. Le cuspidi interne erano più alte di quelle esterne. 

## Classificazione
Dracontolestes era un rappresentante dei mixodectidi (Mixodectidae), una famiglia di mammiferi placentati forse affini ai dermotteri. Dracontolestes aphantus venne descritto per la prima volta da Gazin nel 1941, sulla base di resti fossili ritrovati nella zona di Dragon Canyon nello Utah (da qui il nome Dracontolestes), in terreni risalenti al Paleocene medio. 